# Сухие леса Кубы
Сухие леса Кубы — экорегион сухих тропических широколиственных лесов, произрастающих на Кубе. Эти леса очень разнообразны, некоторые из них своеобразны с высоким уровнем эндемизма. Представляли собой более половины естественной растительности Кубы, сейчас большей частью сведены и заменены сельскохозяйственными угодьями, зарослями кустарника, вторичными лесами и саваннами. Более высокие места являются более увлажнёнными, здесь сухие леса переходят во влажные тропические. В более сухих местах, на побережьях, их сменяют ксерофитные кустарники.

## Распространение
Сухие леса Кубы встречаются на высотах до 500 м над уровнем моря на равнинах, в том числе холмистых, низменностях, а также в предгорьях и вдоль побережий. Они произрастают на равнинах юга провинции Пинар-дель-Рио, частично заходя в горы Сьерра-де-лос-Органос и Сьерра-дель-Росарио, на юге острова Хувентуд и некоторых других островах, а также на равнинах провинций Гавана, Матансас, Камагуэй, на южном побережье Орьенте.

## Климат
Климат экорегиона сухой тропический, со среднегодовой температурой 25 °C. Осадки выпадают в основном летом, их годовое количество составляет от 1000 мм до 2000 мм. Влажность климата и среднегодовые температуры зависят в основном от высоты местности.

## Классификация
При всём многообразии кубинских сезонных лесов их классифицируют в зависимости от преобладания в них вечнозелёных или листопадных деревьев.

### Вечнозелёные леса
В вечнозелёных широколиственных лесах количество листопадных деревьев не превышает 30 %, в дополнении к кустарникам и травам, и к слаборазвитой внеярусной растительности. Среди них встречаются как широколиственные (длина листьев 13—26 см), так и мелколиственные (длина листьев 1—6 см) леса. Полог леса широколиственных лесов имеет высоту 15—25 м, отдельные деревья вырастают до 25—30 м. Представителями деревьев первого яруса являются Alchornea latifolia, Calophylum antillanum, Mastichodendron foetidissimum и Matayba oppositifolia. В подлеске встречаются Oxandra lanceolata, Wallenia laurifolia, Trophis racemosa и фикусы.
Мелколиственные сухие горные леса тяготеют к побережьям. Имеют два древесных яруса высотой 12—15 м и 5—10 м. В них встречаются колючие кустарники, колоннообразные и древовидные кактусы, другие суккуленты, травы, эпифиты и сухие лианы. Деревья представлены видами Bucida spinosa, Conella winteriana, Guaiacum sanctum, Gymnanthes lucidus, Hypelate trifoliata, Lysiloma bahamense, Metopium toxiferum, Bursera simaruba, Hymenea torrei и Coccoloba diversifolia.

### Полулистопадные леса
В полулистопадных, иначе полувечнозелёных лесах наряду с травянистой, кустарниковой и внеярусной растительностью примерно половина деревьев сбрасывает листву на время сухого сезона. Они являются типичными широколиственными переменно-влажными тропическими лесами (длина листьев 13—26 см), имеют три древесных яруса. Полог леса имеет высоту от 15—20 до 25 м, отдельные деревья вырастают до 30 м. В подлеске встречаются как листопадные виды, так и вечнозелёные склерофиты. В верхнем ярусе встречаются деревья Bursera simaruba, Cedrela odorata, Calycopfyllum candissimum, Ceiba pentandra, Cordia gerascanthus, Cordia collococca, Dipholis salicifolia, Swietenia mahagoni, Zanthoxylum martinicensis, Celtis trinervia и Roystonea regia.